# Carlos Fico
Carlos Fico da Silva Júnior é um historiador brasileiro, especialista em História do Brasil República e Teoria da história, com ênfase em temas como ditadura civil-militar (Brasil e Argentina), historiografia brasileira, golpe de 1964, memória, violência.
Em 2008 recebeu o Prêmio Sergio Buarque de Holanda de Ensaio Social da Biblioteca Nacional.
Foi o coordenador da Área de História junto à Coordenação de Aperfeiçoamento de Pessoal de Nível Superior (CAPES) entre 2011 e 2018, presidindo as avaliações dos programas de pós-graduação em História brasileiros.

## Trajetória acadêmica
É formado em História pela Universidade Federal do Rio de Janeiro, tendo defendido seu doutorado na mesma área pela Universidade de São Paulo (1996). Sua tese abordou a propaganda política produzida pelo próprio regime militar entre 1964-1977 buscando compreender as representações que se buscava construir no Brasil por parte do próprio governo no contexto. É Professor Titular de História do Brasil na Universidade Federal do Rio de Janeiro, além de pesquisador de produtividade do Conselho Nacional de Desenvolvimento Científico e Tecnológico.

## Reconhecimento internacional
Além de amplo reconhecimento nacional, o historiador é conhecido e citado internacionalmente: no jornal alemão Deutsche Welle (DW) foi citado em artigo que versa sobre o então chamado "fim da impunidade", referindo-se a impunidade dos torturadores da ditadura civil-militar brasileira, além de outros sítios virtuais de língua alemã de menor importância. Também é comentado em língua francesa na revista canadense Mondialisation (Globalisação) em artigo sobre a participação dos EUA na instauração da ditadura civil-militar brasileira. Em língua inglesa foi convidado como palestrante principal em universidades como Universidade Brown.

## Obra
Em suas pesquisas atuais Fico vem discutindo a construção de diferentes aparatos repressivos e/ou de controle da população no Brasil durante a ditadura civil-militar perpassando temas como a censura, informação e "segurança". Nessa área vem desenvolvido também estudos comparados com outros países latino-americanos, como a Argentina, e também perspectivas conectadas buscando verificar a influência estadunidense durante nas ditaduras no Cone Sul. Recentemente vem articulando essas pesquisas a discussão acerca da ideia de "Utopia Autoritária". Suas pesquisas também são marcadas pelo trabalho com documentos produzidos pelo próprio governo durante a ditadura civil-militar, com especial atenção ao acervo do Departamento de Ordem Política e Social. Desenvolve também pesquisas a respeito destes acervos do período, assim como as diferentes abordagens historiográficas sobre a ditadura civil-militar. Nesse sentido destacam-se também suas reflexões acerca da História do Tempo Presente, ou como ele procura nomear em vários de seus textos "a história que temos vivido", partindo das permanências da ditadura civil-militar no Brasil para promover discussões sobre memória, trauma e reparação na contemporaneidade.

## Principais livros
- 1997: Reinventando o otimismo: ditadura, propaganda e imaginário social no Brasil (1969-1977)
- 2001: Como eles agiam. Os subterrâneos da Ditadura Militar: espionagem e polícia política
- 2008: O grande irmão: da Operação Brother Sam aos anos de chumbo. O governo dos Estados Unidos e a ditadura militar brasileira
- 2014: O golpe de 1964: momentos decisivos